# Оттон IV фон Брена

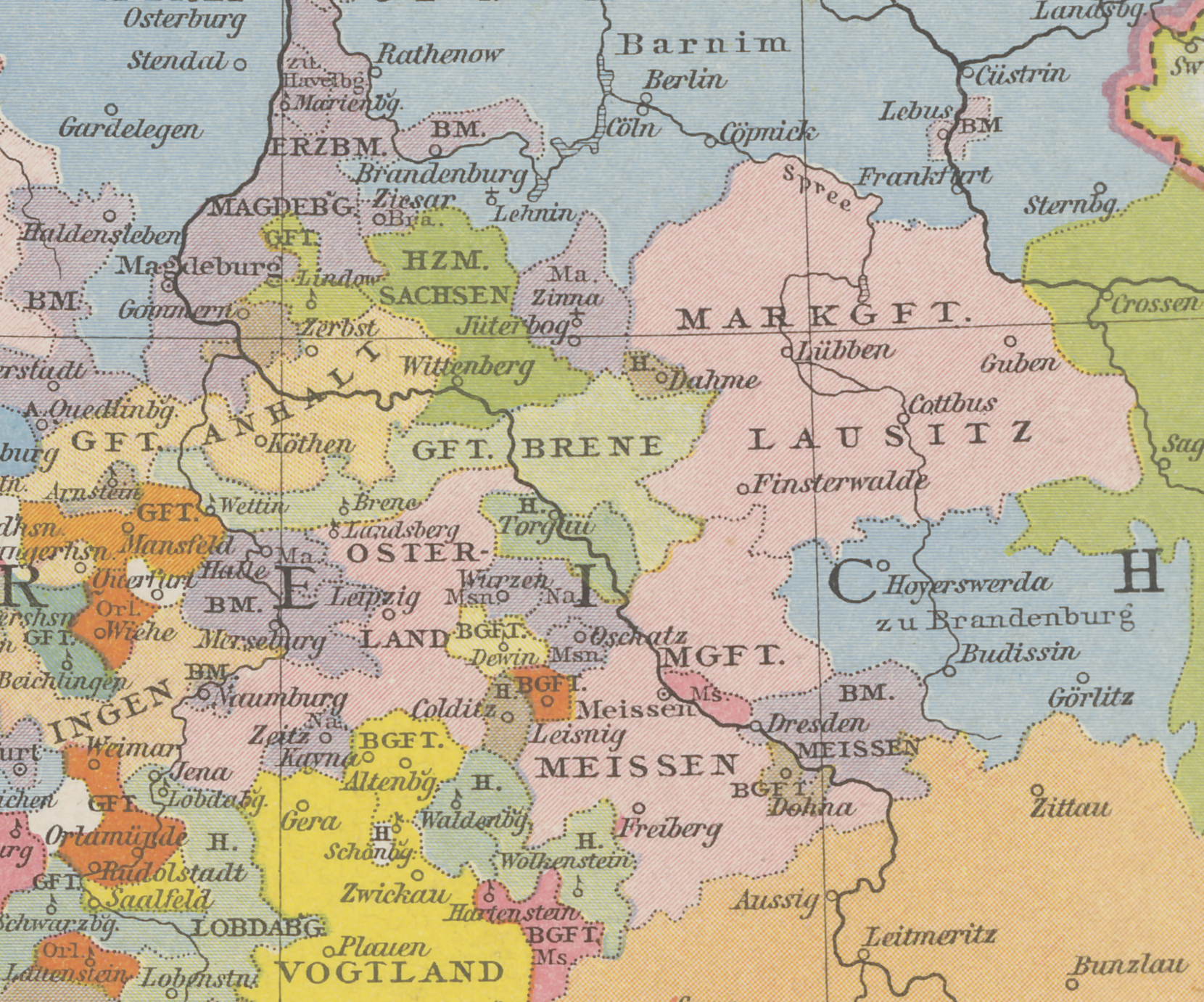
Графства Брена и Веттин

Оттон IV (нем. Otto IV. von Brehna; ум. 1290 до 28 июня) — последний самостоятельный граф Брены.
Сын Конрада I фон Брена, умершего в 1277 или в начале 1278 года (до 26 марта). Наследовал отцу вместе с братьями — Альбрехтом, Конрадом II и Дитрихом III.
К 1288 году остался единственным правителем графства. В том же году, 14 ноября, продал Петерсберг и Веттин архиепископу Магдебурга.
Оттон IV умер в июне 1290 года в Эрфурте, где участвовал в рейхстаге. Детей у него не было.
Король Рудольф I объявил графство Брена выморочным леном и передал его своему внуку — герцогу Рудольфу I фон Саксен-Виттенберг. Он и его потомки правили графством Брена до 1422 года.